# 王瑞麟 (明朝)
王瑞麟（？—？），字咸有，河南開封府太康縣人，明朝政治人物。

## 生平
萬曆四十六年（1618年）戊午科河南鄉試第六名舉人。補林縣教諭，陞臨晉縣知縣，遷灤州知州，多有惠政，卒於官。